# Magnolia gigantifolia
Espèce
Statut de conservation UICN

 DD  : Données insuffisantes
Magnolia gigantifolia est une espèce de plantes à fleurs de la famille des Magnoliaceae. C'est un arbre trouvé en Indonésie et à Bornéo.

## Description
C'est un arbre.

## Répartition et habitat
L'espèce est trouvée en Indonésie (Sumatra incl. Bangka) et à Bornéo. Elle vit dans un milieu tropical humide.